# IC 2019/2
IC 2019/2 је спирална галаксија у сазвијежђу Бик која се налази на листи објеката дубоког неба у Индекс каталогу.
Деклинација објекта је + 5° 38' 10" а ректасцензија 4h 1m 52,7s. Привидна величина (магнитуда) објекта IC 2019 износи 14,5 а фотографска магнитуда 15,3. IC 20192 је још познат и под ознакама UGC 2930, MCG 1-11-7, CGCG 418-7, PGC 200219.